# صموئيل موريس (سياسي)
صموئيل موريس (بالإنجليزية: Samuel Morris)‏ هو سياسي أمريكي، ولد في 21 أغسطس 1918 في اتلانتيك سيتي في الولايات المتحدة، وتوفي في 18 ديسمبر 1995 في الولايات المتحدة. حزبياً، نشط في الحزب الديمقراطي. وقد انتخب عضو مجلس نواب بنسيلفانيا.